# Jan Michalski (minister)
Jan Michalski (ur. 17 grudnia 1875 w Kaliszu, zm. po 1936) – polski inżynier, działacz niepodległościowy, polityczny i samorządowy, minister aprowizacji w pierwszym rządzie Wincentego Witosa, burmistrz Kalisza, Radomia i Łowicza.

## Życiorys

### Wczesne lata
Był synem Michała i Ludwiki z domu Przybylskiej. W 1898 r. po ukończeniu szkoły średniej opuścił rodzinne miasto i wyjechał do Berlina, gdzie nawiązał kontakty z PPS. Następnie w 1899 przeprowadził się do Bremy i pracował przy budowie okrętów m.in. z Tomaszem Arciszewskim. Kolejno udał się do Szwajcarii. W Fryburgu pracował jako mechanik w fabryce maszyn. W tym mieście spotkał Ignacego Mościckiego. Do Kalisza powrócił w 1904 i podjął współpracę z PPS, angażując się w redakcję „Kaliskiego Kurierka Robotniczego”. W kwietniu 1905 został aresztowany, lecz został zwolniony za kaucją. Po tym wydarzeniu wyjechał do Niemiec i wrócił do kraju tuż przed wybuchem I wojny światowej. Został wtedy dyrektorem fabryki zaopatrzenia armii.

### Wielka Wojna
Przez cały konflikt przebywał w Rosji w Irkucku, w ramach zesłania bez żadnego wyroku. Pracował tam m.in. jako dyrektor w fabryce obuwia.

### II Rzeczpospolita
Po odzyskaniu niepodległości został oficerem prowiantowym Kaliskiego Pułku Piechoty Wojska Polskiego.
W 1919 został wybrany prezydentem Kalisza. Priorytetowym celem Michalskiego było odbudowanie miasta. Ponadto interweniował listownie u premiera, apelując o zamrożenie cen chleba i kartofli. Za jego prezydentury odtworzono 34 posesje oraz 2 szkoły. Zrezygnował z funkcji w 1921 przez nasilający się konflikt z Radą Miejską.
2 czerwca 1921 został mianowany ministrem aprowizacji w rządzie Wincentego Witosa. Michalski miał ambitne plany jak poprawić zaopatrzenie w Polsce: 
- punkt ciężkości aprowidowania ludności, który dotychczas opierał się wyłącznie na czynnikach rządowych przenosi się na społeczeństwo,
- aprowiduje się w pierwszej linii tylko tych mieszkańców, którzy pracują,
- ustala się przy pomocy organizacji społecznych (kooperatyw związków itp.) wymianę produktów wsi na produkty miast[2].

Jednak nie weszły one w życie, a Michalski podczas sprawowania funkcji ministra, wydał tylko dwa rozporządzenia m.in. uchylenie i znowelizowanie aktów prawnych w przedmiocie obrotu ziemiopłodami i przetworami, pozostałymi po dokonaniu świadczeń na rzecz Państwa. 14 czerwca podał się do dymisji, która został przyjęta 21 czerwca 1921.
Po odejściu z rządu powrócił do polityki samorządowej. Pełnił funkcję członka komisji likwidacyjnej Kaliskiego Towarzystwa Wzajemnego Kredytu, Rady Nadzorczej Banku Ziemi Kaliskiej. Ponadto otworzył również biuro techniczne, które zajmowało się konserwacją urządzeń wodno-kanalizacyjnych i grzewczych. Następnie został kierownikiem drukarni w Kaliszu.
Od grudnia 1926 do 1927 był burmistrzem Radomia, a w okresie od czerwca 1929 do marca 1934 burmistrzem Łowicza. Dalsze jego losy po 1936 r. nie są znane.

## Ordery i odznaczenia
- Krzyż Niepodległości – 2 maja 1933 „za pracę w dziele odzyskania niepodległości”[5][1]
- Odznaka Pamiątkowa Więźniów Ideowych[6]